# Danis phoibides
Danis phoibides är en fjärilsart som beskrevs av Hans Fruhstorfer 1915. Danis phoibides ingår i släktet Danis och familjen juvelvingar. Inga underarter finns listade i Catalogue of Life.